# 金井稠共
金井 稠共（かない ちゅうきょう、安永8年（1779年） - 慶応3年3月2日（1867年4月6日））とは、幕末期の和算家（数学者）である。武蔵国榛沢郡宮戸村（のち児玉郡藤田村宮戸、現在の埼玉県本庄市宮戸）の名主。金井玄蕃（生年不詳 - 1597年）を祖とし、三代目以降、「総兵衛」を代々襲名してきた算学・俳諧等の文人家系で、稠共は五代目に当たり、俗名を万五郎、俳号を桂圃。

## 金井総兵衛家の和算家としての流れ
祖である玄蕃は、新田義貞より10世信濃守国繁に忠節をもって仕えていたが帰農して宮戸村に住んだとされる。しかし、子に恵まれず、弟の図書に家督を譲っている。二代目を称した安右衛門（生年不詳 - 1742年）の父が総兵衛と言う名である。安右衛門自身は和算書『塵劫記』に署名が記されている事から算学を嗜んでいたものと思われる。安右衛門は3男1女と子に恵まれ、その子は医師や画家として育っていく。三代目金井総兵衛重熙（1720年 - 1775年）は祖父である安右衛門の指導を受け、早くから算法を学んだとされ、『算法根源記』には、「関流直伝金井総兵衛重熙」の署名がある事から関流の和算を学んだ事が分かる。宝暦5年に須永直右衛門が彼に宛てた「算術相伝につき他言他見なすまじき」旨の誓詞も残っており、優れた算法の指導者だった事が分かる。四代目金井総兵衛義適（1746年 - 1839年）は重熙の3男として生まれ、幼名万五郎、俳号を眠石。

## 経歴
稠共は義適の次男として生まれる。兄である靭負が小浜村の落合氏を継ぎ、医師となった事から、天保5年（1834年）頃に稠共が総兵衛を襲名し、名主になったとされる。父義適から関流和算を学び、修めるが、他の流派についても積極的に学び、最上流和算を安永惟正や久松彝之から学び、至誠賛化流和算を川田保則から学んだ。天保年間の末頃に上州沢渡の和算家剣持章行が関流の指導の為、関東を遊歴すると彼に師事した。剣持章行の著書にも門人の名として稠共の名が見える。彼の高弟として嘉永6年（1853年）頃には試問役を勤めている。測量技術にも優れ、土地の測量や絵図面と言った地図の作成から備前渠の治水工事などにも貢献した。彼が生涯にわたり手がけた和算書は約60冊になる。

## その他
- その後も金井総兵衛家は名主を勤めながらも、和歌や漢学等に勤しみ、文人家系として著名となる（六代目と七代目は表記が変わり、「惣兵衛」）。